# Мосина (гмина)
Мосина (пол. Mosina) — гмина (волость) в Польше, входит как административная единица в Познанский повет, Великопольское воеводство. Население — 25 863 человека (на 2008 год).

## Административно-территориальное деление
Город (городская гмина) Мосина

### Сельские округа
1. Бабки
2. Баранувко
3. Борковице
4. Чапуры
5. Дашевице
6. Дружына
7. Нове-Дымачево
8. Старе-Дымачево
9. Крайково
10. Кросно
11. Кросинко
12. Мечево
13. Пецна
14. Радзевице
15. Рогалин
16. Рогалинек
17. Сасиново
18. Совинки
19. Свёнтники
20. Вюрек
21. Жабинко

### Прочие поселения
1. Кубалин
2. Глушина-Лесьна
3. Бараново
4. Болеславец
5. Новинки
6. Людвиково
7. Константыново
8. Совинец

## Соседние гмины
1. Гмина Бродница
2. Гмина Чемпинь
3. Гмина Коморники
4. Гмина Курник
5. Любонь
6. Познань
7. Пущиково
8. Гмина Стеншев